# 馮智英
馮 智英（ひょう ちえ、1956年5月4日 - ）は、日本の女優、歌手。
NHK放送の子供番組『おかあさんといっしょ』にて、『ハイ・ポーズ』のおねえさん（初代身体表現のおねえさん）を務めた。実妹は宝塚歌劇団71期生の馮裕華。

## 略歴
神奈川県横浜市に生まれ、中学時に群馬県沼田市へと転居。高校時代から、演劇活動に対して熱心だった。高校卒業後は横浜放送映画専門学院（現・日本映画学校）俳優科に入学。在学中より映画『青春の門』（浦山桐郎監督）に出演。同学院卒業後の1977年には、いずみたく主宰のミュージカル劇団「フォーリーズ」設立に参加する。フォーリーズにおいては数作に出演後退団するが、子供向けミュージカルに舞台を移し、年間150ステージを演じるなど活発に活動を行う。
1980年よりNHKの番組『おかあさんといっしょ』に、「ハイ・ポーズ」のおねえさんとして出演。当初は不定期に放送されており、吉田貢と交代で出演していた。1年後の1981年4月から同コーナーがレギュラー化され、『ハイ・ポーズ』のおねえさんに正式に就任。1983年にはNHK軽音楽新人オーディションに合格し、NHK『みんなのうた』での歌手活動を開始する。
1983年に、横浜放送映画専門学院の同期の男性と結婚。1987年に映像製作・催事プロモーションなどを請け負う株式会社フォン企画を設立した。
1994年4月2日をもって、『おかあさんといっしょ』を卒業。パイロット版を含めると在任期間は14年におよび、歴代身体表現のおねえさんの中では最長となった。
以降も女優、歌手として活動。また長年『おかあさんといっしょ』に出演した経験から母子のコミュニケーションや、体操による健康維持をテーマにした講演なども行っている。
2023年8月、内幸町ホールアワード シャンソンコンクール グランプリ受賞。

## エピソード
- 馮は元来うたのおねえさんを志望しており、1980年にオーディションを受けている。しかし、当オーディションはしゅうさえこが内定する結果となり、馮は落選となった。
- うたのおねえさんの採用には至らなかったものの、馮は同時期に趣味でヨガや太極拳を習っていたことから、落選後にこれに目を付けた番組制作側から「新しいコーナーを作りたいのだが、出てみないか?」と誘いを受け、馮はこれを快諾し、歌ではなく身体表現の担当として別の形で『おかあさんといっしょ』に出演することが実現した。前述した通り、1980年は男性体操インストラクターの吉田貢と交代で不定期に出演し、翌年の1981年より『ハイ・ポーズ』のおねえさんに正式に就任した。
- 担当した『ハイ・ポーズ』では馮が冒頭で「アチョー!」と叫ぶのが特徴で（BGMが異なり、叫ばないバージョンも存在する）、半袖のパジャマ風衣装を着用し、色は上下セットでピンク、緑、黒、赤など様々だった。ポーズのレパートリーは、ネコのポーズ、ぞうのポーズ、ワイパーのポーズなどがあった。
- 本業が歌手かつうたのおねえさん志望だったということもあって、ファミリーコンサートやクリップでは、うたのおにいさんやうたのおねえさんと共に歌唱するケースが多かった。1990年春のコンサートまではたいそうのおにいさんだった瀬戸口清文や天野勝弘と共にハンドマイクを使用して歌唱しており、瀬戸口や天野を含めた4人での歌唱や、うたのおにいさんとのデュエットやうたのおねえさんとのデュオも随所で見られた。また、1989年秋のコンサートでは、持ち歌だった「草原情歌」をソロで披露している。

## 共演者
共演したうたのおにいさんは最初の2年間は第5代目のかしわ哲と第6代目の林アキラ（ダブルキャスト、同時に就任）、その次の2年間は林（かしわのみ先行して卒業し、以降は林が単独で2年在任）、次の8年間は第7代目の坂田おさむ、最後の1年間は第8代目の速水けんたろう。うたのおねえさんは最初の2年間は第14代目のしゅうさえこ（同時に就任）、次の4年間は第15代目の森みゆき、次の6年間は第16代目の神崎ゆう子、最後の1年間は第17代目の茂森あゆみ。たいそうのおにいさんは最初の6年間は第8代目の瀬戸口清文、次の6年間は第9代目の天野勝弘、最後の1年間は第10代目の佐藤弘道。
その他に、1983年度は『四つの部屋』に出演していた伊庭隆と、1984年度以降は『志ん輔ショー』に出演していた古今亭志ん輔とも共演していた。

## 主な出演作品

### テレビ番組
- おかあさんといっしょ・『ハイ☆ポーズ』（初代身体表現のおねえさん）
- こどもにんぎょう劇場「風のくれたおくりもの」
- びいどろで候〜長崎屋夢日記

### おかあさんといっしょ ファミリーコンサート
| 公演   | タイトル                                                | 出演者（一部を除く） |
| ------ | ------------------------------------------------------- | --- |
| 1988年 | にこにこぷん・じゃじゃまる印のイベント宅配便            | 坂田おさむ、神崎ゆう子、天野勝弘、馮智英、古今亭志ん輔 じゃじゃまる、ぴっころ、ぽろり |
| 1989年 | おかあさんといっしょ30年                                | 坂田おさむ、神崎ゆう子、天野勝弘、馮智英 じゃじゃまる、ぴっころ、ぽろり 眞理ヨシコ、中野慶子、竹前文子、砂川啓介 中川順子、片桐和子、瀬端優美子、森晴美 斉藤昌子、田中星児、斉藤伸子、松熊由紀 奈々瀬ひとみ、水木一郎、たいらいさお、宮内良 しゅうさえこ、かしわ哲、林アキラ ブンブン、つねきち、ごじゃえもん |
| 1989年 | キャラクター・オン・ステージ                            | 坂田おさむ、神崎ゆう子、天野勝弘、馮智英 じゃじゃまる、ぴっころ、ぽろり ゴロンタ、トムトム、チャムチャム ブンブン、つねきち、ごじゃえもん |
| 1990年 | 母と子のファミリーコンサート                            | 坂田おさむ、神崎ゆう子、天野勝弘、馮智英 じゃじゃまる、ぴっころ、ぽろり 斉藤昌子、奈々瀬ひとみ、クニ河内、坂田めぐみ |
| 1990年 | げんき♥元気                                             | 坂田おさむ、神崎ゆう子、天野勝弘、馮智英、古今亭志ん輔 じゃじゃまる、ぴっころ、ぽろり 林アキラ、森みゆき ゴロンタ、トムトム、チャムチャム ブンブン、つねきち、ごじゃえもん ブー、フー、ウー |
| 1991年 | みどりっていいね                                        | 坂田おさむ、神崎ゆう子、天野勝弘、馮智英、古今亭志ん輔 じゃじゃまる、ぴっころ、ぽろり |
| 1991年 | うたいっぱいコンサート 『アイアイ〜モーモーフラダンス』 | 坂田おさむ、神崎ゆう子、天野勝弘、馮智英 じゃじゃまる、ぴっころ、ぽろり |
| 1992年 | みんなともだち                                          | 坂田おさむ、神崎ゆう子、天野勝弘、馮智英、古今亭志ん輔 じゃじゃまる、ぴっころ、ぽろり へびくん、ぶたくん、ガチャピン、ムック |
| 1992年 | ようこそどーなっつ島へ                                  | 坂田おさむ、神崎ゆう子、天野勝弘、馮智英 みど、ふぁど、れっしー、空男 じゃじゃまる、ぴっころ、ぽろり |
| 1993年 | おかあさんといっしょ'93ファミリーコンサート             | 坂田おさむ、神崎ゆう子 速水けんたろう、茂森あゆみ、佐藤弘道、馮智英 みど、ふぁど、れっしー、空男 じゃじゃまる、ぴっころ、ぽろり |

### 映画
- 青春の門（1976年）

### ミュージカル
- ゴッドスペル
- 魔笛
- 悪魔になってみませんか
- 天下御免

### 舞台
- サロメ（1988年）

## 歌手活動

### NHK みんなのうた
- 風色のとんぼ
- 枯れ葉の子守唄
- 草原情歌